# Trichoclea elaeochroa
Trichoclea elaeochroa là một loài bướm đêm trong họ Noctuidae.